# أشبور مخطط

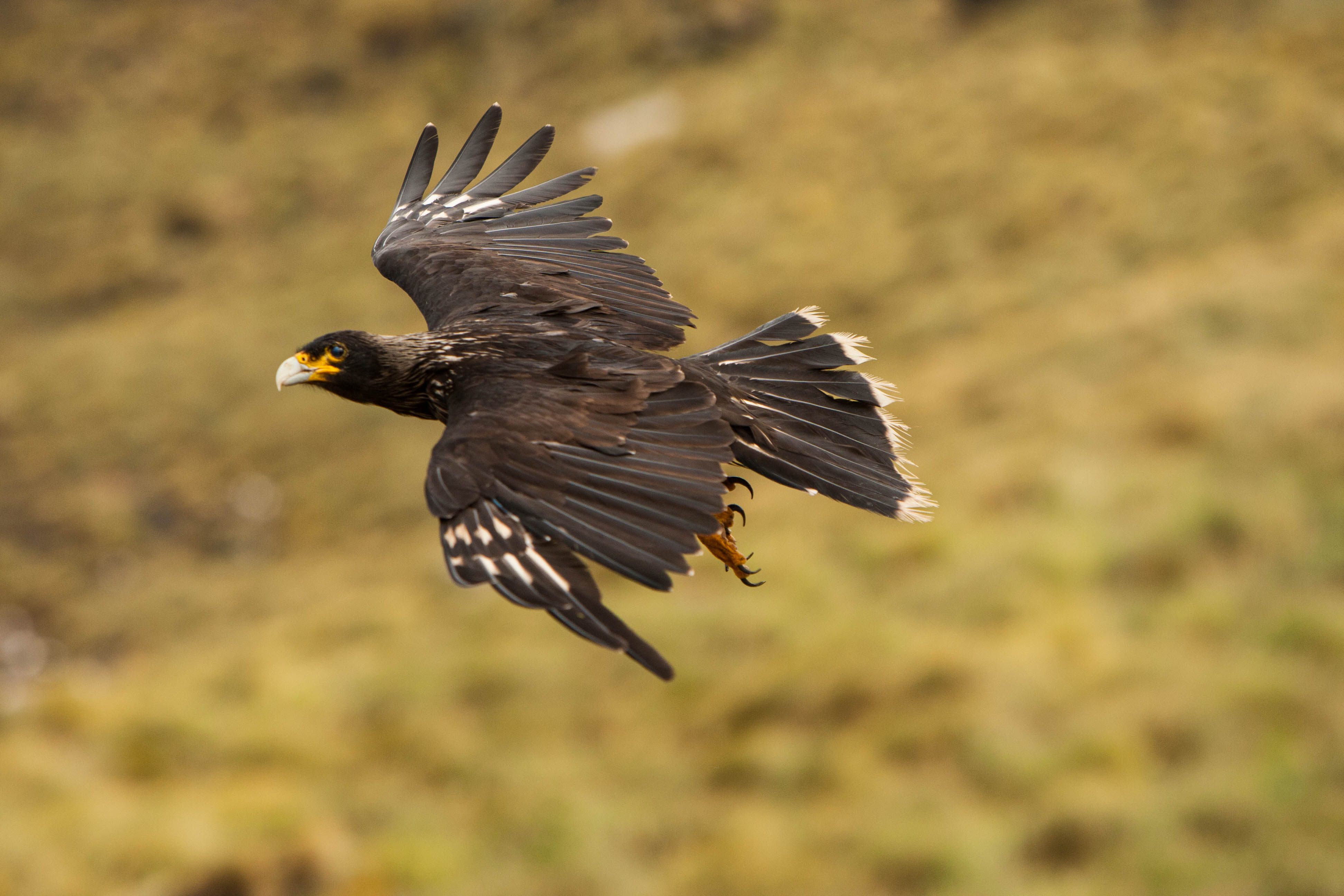
طائر كاركارا مُخطَّط يحلِّق في جزر فوكلاند.

أشبور مخطط أو الكاراكارا المُخطَّط (باللاتينية: Phalcoboenus australis) هو طائر جارح ينتمي إلى فصيلة الصقريات. يُعرَف هذا الطائر في جزر فوكلاند باسم جوني روك (Johnny rook).
يغطِّي جسد هذا الطائر ريش أسود اللَّون بالكليَّة تقريباً، إلا أنَّ أرجله ووسط وجهه برتقالياً، بينما تترقَّط رقبته ببقعٍ رماديَّة. يكون ريش الصِّغار في سنتهم الأولى برتقالياً أو أحمر فاتحاً من الأسفل، لكنهم يخسرونه بعد تبديل ريشهم الأوَّل مباشرة. مع ذلك، لا تحصل هذه الطيور على ريشها بشكله النهائي حتى تبلغ خمس سنواتٍ من العمر.
تتكاثر طيور الكاركارا المُخطَّط على جزر عدَّة في أرض النار (أرخبيلٌ يقع جنوب المحيط الهادئ)، إلا أنَّها أكثر عدداً بصورة عامَّة على جزر فوكلاند. كانت تعتبر هذه الطيور في الماضي نوعاً شائعاً بأرخبيل فوكلاند، لكنَّها لم تعد تعيش الآن إلا على الجُزر البعيدة والمنعزلة، حيث تتكاثر بجوار مستعمرات البطاريق والقطارس.